# Marguerite Boulet-Sautel
Pour les articles homonymes, voir Boulet et Sautel.
Marguerite Boulet-Sautel (Paris 7e, 24 juin 1912 - Paris 14e, 30 avril 2004) est une historienne française du droit.

## Biographie
Née dans la capitale, Marguerite Boulet commence des études supérieures à la faculté de droit de Paris. En parallèle, elle étudie l'histoire ancienne, l'histoire médiévale et la géographie à la Sorbonne. En novembre 1935, elle entre à l'Ecole des chartes et sort diplômée en 1939. Désormais archiviste paléographe, elle devient membre de l'école française de Rome. Elle est rapatriée en novembre 1940 à cause de la guerre et est alors nommée bibliothécaire au cabinet des manuscrits de la Bibliothèque nationale de France.
Marguerite Boulet entreprend de terminer ses études de droit et de passer son doctorat. Elle soutient alors une thèse alors sur les Questions de Jean le Coq. En 1949, après plusieurs années de préparation, elle devient la première femme à réussir le concours d'agrégation d'histoire du droit. Elle exerce d’abord à Montpellier, puis à Nancy, enfin à Paris à partir de 1965, où elle occupe la chaire d’Histoire des institutions et des faits sociaux. Après les événements de mai 1968, elle conserve cette chaire au sein de l’université de Paris II.
Épouse de Gérard Sautel, Marguerite Boulet-Sautel est officière de la Légion d’honneur[Quand ?] et de l’ordre national du Mérite et préside la Société de l’École des chartes en 1973-1974.

## Travaux
Ses nombreux articles scientifiques sont rassemblés à titre posthume dans l'ouvrage suivant : Vivre au royaume de France, Paris, Presses universitaires de France, 2010, XVI + 852 (ISBN 978-2-13-057974-8).